# Leopardo di Rudraprayag

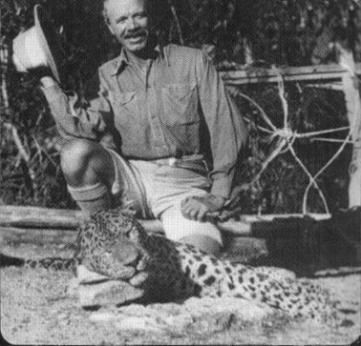
Jim Corbett in posa accanto al cadavere del "leopardo di Rudraprayag"(1926)

Il leopardo di Rudraprayag è stato un famoso leopardo mangiauomini che ha ucciso, a partire dal 1918, 125 persone, prima di essere abbattuto, nel 1926, dal celeberrimo cacciatore inglese Jim Corbett.

## Storia
La prima vittima (nel 1918) fu un abitante del villaggio indiano di Rudraprayag, nel nord dell'India; mentre percorreva la strada che portava dal suo villaggio a quello adiacente, fu attaccato dalla belva nella foresta e divorato. Da quell'uomo, di nome Benji, fecero seguito molte altre vittime; dapprima il felino le uccideva nei dintorni del villaggio, ma dopo poco tempo aveva imparato ad entrarci dentro, addirittura entrando dentro le case. Il leopardo spezzava i catenacci a zampate, poi apriva la porta e, nel massimo del silenzio, uccideva il malcapitato. Il grande predatore era così scaltro, silenzioso, forte e feroce che la gente pensò che si trattasse di uno spirito malvagio sotto le spoglie di un leopardo. Dopo sette anni di razzie, venne chiamato ad abbattere la fiera il famosissimo cacciatore inglese Jim Corbett, che aveva già ucciso altre tigri e leopardi mangiauomini. 
Dopo un anno di caccia, Corbett riuscì a sparargli il colpo mortale e ad ucciderlo, il 2 maggio 1926. 
Durante gli otto anni di terrore, l'animale uccise 125 persone .
Quando Corbett uccise il leopardo, notò che era un animale molto vecchio, con i grandi canini spezzati e consumati. Ciò gli fece supporre che il felino avesse cominciato ad attaccare gli esseri umani perché era vecchio, quindi incapace di cacciare le tipiche e veloci prede di un leopardo indiano, principalmente cervi pomellati, entelli e cinghiali. Ma gli attacchi erano cominciati quando l'animale era ancora giovane e in salute. Probabilmente il leopardo aveva cominciato a cibarsi di carne umana quando, durante la grave epidemia di influenza spagnola che colpì l'India (1918-20), i numerosi cadaveri anziché essere cremati, venivano gettati nella valle sottostante. 
Finita l'epidemia, finirono anche i cadaveri umani, e il predatore, abituato ormai a nutrirsi di carne umana, cominciò ad assalire le persone.

## Al giorno d'oggi
Esiste oggi, nei dintorni di Rudraprayag, una lapide, in ricordo del leopardo, posizionata esattamente nel punto dove Corbett abbatté l'animale.

## Nella cultura di massa
Nel 2005, la BBC Two utilizzò la storia del leopardo di Rudraprayag, insieme ad altri due episodi di animali mangiauomini (i leoni di Njombe e il lupo di Gysinge) nella serie thriller Manhunters.